# Touch Me Like That
"Touch Me Like That" er en sang af den australske sangerinde Dannii Minogue med Jason Nevins. Sangen blev skrevet af Jason Nevins, Lisa Molina, Sylvester James og James Wirrick. Sangen er den sjette og sidste single fra Minogues femte studiealbum Club Disco (2007).
Sangen blev udgivet som single den 3. december 2008 i Storbritannien og den 19. januar 2008 i Minogues hjemland Australien. Sangen nåede ikke hitlisterne i Australien, men nåede den Top 50 i Storbritannien.

## Formater og sporliste
Britisk CD single
1. "Touch Me Like That" (Radio Edit) – 3:31
2. "Touch Me Like That" (Jason Nevins Extended Mix) – 6:28
3. "Touch Me Like That" (Jack Rokka Mix) – 6:32
4. "Touch Me Like That" (Soul Seekerz Club mix) – 6:36
5. "Touch Me Like That" (Stonebridge Club Mix) – 7:58
6. "Touch Me Like That" (LMC Mix) – 5:22
7. "Touch Me Like That" (Musikvideo)

Britisk 12" vinyl picture disc
1. "Touch Me Like That" (Jason Nevins Extended Mix) – 6:28
2. "Touch Me Like That" (Space Cowboy Mix) – 5:32
3. "Touch Me Like That" (Soul Seekerz Dirty Dub) – 7:06
4. "Touch Me Like That" (Jack Rokka Dub) – 6:37

Australsk CD single
1. "Touch Me Like That" (Radio Edit) – 3:31
2. "Touch Me Like That" (Space Cowboy Radio Edit) – 3:31
3. "Touch Me Like That" (Stonebridge Club Mix) – 7:58
4. "Touch Me Like That" (Jason Nevins Extended Mix) – 6:28
5. "Touch Me Like That" (Soul Seekerz Club Mix) – 6:36
6. "Touch Me Like That" (Soul Seekerz Dirty Dub) – 7:06
7. "Touch Me Like That" (Jack Rokka Remix) – 6:32
8. "Touch Me Like That" (Jack Rokka Dub) – 6:37
9. "Touch Me Like That" (LMC Mix) – 5:22
10. "Touch Me Like That" (Fugitives Touched Up Mix) – 6:24
11. "Touch Me Like That" (Space Cowboy Dub) – 4:28
12. "Touch Me Like That" (Stonebridge Dub) – 6:24

## Hitlister
| Hitliste (2007)                         | Placering |
| --------------------------------------- | --------- |
| Irland (Irish Singles Chart)            | 2         |
| Skotland (OCC)                          | 18        |
| Storbritannien (UK Singles Chart)       | 48        |
| Storbritannien (UK Dance Singles Chart) | 7         |